# Coppa del Mondo di freestyle 2025
La Coppa del Mondo di freestyle 2025 è stata la quarantaseiesima edizione della manifestazione organizzata dalla Federazione Internazionale Sci; ha avuto inizio l'8 settembre 2024 a Cardrona, in Nuova Zelanda e si è conclusa il 30 marzo 2025 a Idre Fjäll, in Svezia. A gennaio si sono tenuti ad Aspen, negli Stati Uniti, i Winter X Games XXIX, mentre a marzo si sono disputati in Engadina, in Svizzera, i Campionati mondiali di freestyle 2025; entrambi gli eventi non sono validi ai fini della Coppa del Mondo, che ha visto un'interruzione in loro corrispondenza. In seguito all'invasione russa dell'Ucraina del 2022, gli atleti russi e bielorussi sono stati esclusi dalle competizioni.
La programmazione ha previsto gare di 6 discipline: ski cross, salti, gobbe, gobbe in parallelo, halfpipe, slopestyle e big air. Sia in campo maschile che femminile è stata assegnata una Coppa del Mondo generale di freestyle (data dalla somma dei punteggi ottenuti tra halfpipe, slopestyle e big air), una generale di gobbe e un trofeo per ogni singola specialità. Infine è stata stilata una classifica per nazioni.
In campo maschile l'austriaco Matěj Švancer ha vinto la Coppa del Mondo generale di freestyle, gli statunitensi Alex Ferreira e Alexander Hall si sono aggiudicati rispettivamente i trofei di halfpipe e di slopestyle e il neozelandese Luca Harrington quello di big air. Il canadese Mikaël Kingsbury si è aggiudicato la Coppa del Mondo generale di gobbe, di cui era detentore uscente, quella di gobbe e quella di gobbe in parallelo, mentre il connazionale Reece Howden ha vinto il trofeo di ski cross e il cinese Qi Guangpu quello di salti.
In campo femminile l'italiana Flora Tabanelli ha vinto la Coppa del Mondo generale di freestyle e quella di big air, la britannica Zoe Atkin e la cinese Li Fanghui si sono aggiudicate ex aequo il trofeo di halfpipe e la francese Tess Ledeux quello di slopestyle. La statunitense Jaelin Kauf si è aggiudicata la Coppa del Mondo generale di gobbe, quella di gobbe e  quella di gobbe in parallelo, mentre l'australiana Laura Peel ha vinto il trofeo di salti e la svizzera Fanny Smith quello di ski cross.
Lo statunitense Alex Ferreira, tra gli uomini, e la svizzera Mathilde Gremaud, tra le donne, erano i detentori uscenti della Coppa del Mondo generale di freestyle. Lo svedese David Mobärg e la canadese Marielle Thompson di quella di ski cross, il cinese Qi Guangpu e l'australiana Danielle Scott di quella di salti e il canadese Mikaël Kingsbury e l’australiana Jakara Anthony di quella di gobbe.

## Uomini

### Risultati
| Data             | Località                 | Nazione       | Spec. | Primo                     | Secondo                   | Terzo              |
| ---------------- | ------------------------ | ------------- | ----- | ------------------------- | ------------------------- | ------------------ |
| 8 settembre 2024 | Cardrona                 | Nuova Zelanda | HP    | Brendan Mackay            | Alex Ferreira             | Andrew Longino     |
| 18 ottobre 2024  | Coira                    | Svizzera      | BA    | Matěj Švancer             | Tormod Frostad            | Dylan Deschamps    |
| 23 novembre 2024 | Stubai                   | Austria       | SS    | Colby Stevenson           | Andri Ragettli            | Tormod Frostad     |
| 30 novembre 2024 | Ruka                     | Finlandia     | MO    | Mikaël Kingsbury          | Walter Wallberg           | Ikuma Horishima    |
| 1º dicembre 2024 | Pechino                  | Cina          | BA    | Tormod Frostad            | Miro Tabanelli            | Dylan Deschamps    |
| 6 dicembre 2024  | Idre Fjäll               | Svezia        | MO    | Mikaël Kingsbury          | Ikuma Horishima           | Walter Wallberg    |
| 7 dicembre 2024  | Idre Fjäll               | Svezia        | DM    | cancellata                | cancellata                | cancellata         |
| 7 dicembre 2024  | Secret Garden            | Cina          | HP    | Nick Goepper              | Alex Ferreira             | David Wise         |
| 12 dicembre 2024 | Val Thorens              | Francia       | SX    | Simone Deromedis          | Florian Wilmsmann         | Kevin Drury        |
| 13 dicembre 2024 | Val Thorens              | Francia       | SX    | Adam Kappacher Alex Fiva  |                           | Kevin Drury        |
| 13 dicembre 2024 | Alpe d'Huez              | Francia       | MO    | cancellata                | cancellata                | cancellata         |
| 14 dicembre 2024 | Alpe d'Huez              | Francia       | MO    | cancellata                | cancellata                | cancellata         |
| 17 dicembre 2024 | Arosa                    | Svizzera      | SX    | Reece Howden              | Simone Deromedis          | David Mobärg       |
| 20 dicembre 2024 | San Candido              | Italia        | SX    | Florian Wilmsmann         | Youri Duplessis Kergomard | Johannes Aujesky   |
| 21 dicembre 2024 | San Candido              | Italia        | SX    | Reece Howden              | Alex Fiva                 | Simone Deromedis   |
| 20 dicembre 2024 | Bakuriani                | Georgia       | MO    | Benjamin Cavet            | Mikaël Kingsbury          | Severi Vierelä     |
| 21 dicembre 2024 | Bakuriani                | Georgia       | DM    | Walter Wallberg           | Benjamin Cavet            | Filip Gravenfors   |
| 21 dicembre 2024 | Copper Mountain          | Stati Uniti   | HP    | Alex Ferreira             | Brendan Mackay            | Nick Goepper       |
| 4 gennaio 2025   | Klagenfurt am Wörthersee | Austria       | BA    | Luca Harrington           | Timothé Sivignon          | Matěj Švancer      |
| 10 gennaio 2025  | Kreischberg              | Austria       | BA    | Luca Harrington           | Matěj Švancer             | Leo Landrø         |
| 16 gennaio 2025  | Reiteralm                | Austria       | SX    | Florian Wilmsmann         | Melvin Tchiknavorian      | Yanick Gunsch      |
| 17 gennaio 2025  | Reiteralm                | Austria       | SX    | Youri Duplessis Kergomard | Simone Deromedis          | Kevin Drury        |
| 17 gennaio 2025  | Laax                     | Svizzera      | SS    | Birk Ruud                 | Mac Forehand              | Alexander Hall     |
| 18 gennaio 2025  | Lake Placid              | Stati Uniti   | AE    | Sun Jiaxu                 | Noé Roth                  | Li Xinpeng         |
| 23 gennaio 2025  | Alleghe                  | Italia        | SX    | cancellata                | cancellata                | cancellata         |
| 24 gennaio 2025  | Alleghe                  | Italia        | SX    | cancellata                | cancellata                | cancellata         |
| 24 gennaio 2025  | Waterville Valley        | Stati Uniti   | MO    | Mikaël Kingsbury          | Nick Page                 | Benjamin Cavet     |
| 25 gennaio 2025  | Waterville Valley        | Stati Uniti   | DM    | Mikaël Kingsbury          | Matt Graham               | Filip Gravenfors   |
| 25 gennaio 2025  | Lac-Beauport             | Canada        | AE    | Qi Guangpu                | Lewis Irving              | Christopher Lillis |
| 26 gennaio 2025  | Lac-Beauport             | Canada        | AE    | Qi Guangpu                | Wang Xindi                | Émile Nadeau       |
| 31 gennaio 2025  | Val Saint-Côme           | Canada        | MO    | Mikaël Kingsbury          | Julien Viel               | Olli Penttala      |
| 1º febbraio 2025 | Val Saint-Côme           | Canada        | DM    | Mikaël Kingsbury          | Benjamin Cavet            | Nick Page          |
| 1º febbraio 2025 | Veysonnaz                | Svizzera      | SX    | Simone Deromedis          | Youri Duplessis Kergomard | Reece Howden       |
| 2 febbraio 2025  | Veysonnaz                | Svizzera      | SX    | Youri Duplessis Kergomard | David Mobärg              | Jared Schmidt      |
| 1º febbraio 2025 | Aspen                    | Stati Uniti   | SS    | Alexander Hall            | Colby Stevenson           | Birk Ruud          |
| 2 febbraio 2025  | Aspen                    | Stati Uniti   | HP    | Alex Ferreira             | Nick Goepper              | Matthew Labaugh    |
| 6 febbraio 2025  | Aspen                    | Stati Uniti   | BA    | Matěj Švancer             | Luca Harrington           | Ralph Konnor       |
| 6 febbraio 2025  | Deer Valley              | Stati Uniti   | MO    | Ikuma Horishima           | Pavel Kolmakov            | Benjamin Cavet     |
| 7 febbraio 2025  | Deer Valley              | Stati Uniti   | AE    | Quinn Dehlinger           | Dmytro Kotovskyi          | Christopher Lillis |
| 8 febbraio 2025  | Deer Valley              | Stati Uniti   | DM    | Ikuma Horishima           | Mikaël Kingsbury          | Pavel Kolmakov     |
| 8 febbraio 2025  | Passo San Pellegrino     | Italia        | SX    | Ryan Regez                | Alex Fiva                 | Florian Wilmsmann  |
| 9 febbraio 2025  | Passo San Pellegrino     | Italia        | SX    | Reece Howden              | Simone Deromedis          | Ryan Regez         |
| 15 febbraio 2025 | Calgary                  | Canada        | HP    | Finley Melville Ives      | Nick Goepper              | Alex Ferreira      |
| 21 febbraio 2025 | Beidahu                  | Cina          | MO    | Ikuma Horishima           | Mikaël Kingsbury          | Filip Gravenfors   |
| 22 febbraio 2025 | Beidahu                  | Cina          | DM    | Severi Vierelä            | Ikuma Horishima           | Julien Viel        |
| 23 febbraio 2025 | Beidahu                  | Cina          | AE    | Li Tianma                 | Qi Guangpu                | Christopher Lillis |
| 22 febbraio 2025 | Stoneham                 | Canada        | SS    | Matěj Švancer             | Luca Harrington           | Ben Barclay        |
| 28 febbraio 2025 | Gudauri                  | Georgia       | SX    | Simone Deromedis          | Ryō Sugai                 | Erik Mobärg        |
| 1º marzo 2025    | Gudauri                  | Georgia       | SX    | Reece Howden              | Florian Wilmsmann         | Simone Deromedis   |
| 28 febbraio 2025 | Almaty                   | Kazakistan    | MO    | Mikaël Kingsbury          | Jung Dae-yoon             | Ikuma Horishima    |
| 1º marzo 2025    | Almaty                   | Kazakistan    | DM    | Mikaël Kingsbury          | Ikuma Horishima           | Matt Graham        |
| 2 marzo 2025     | Almaty                   | Kazakistan    | AE    | Wang Xindi                | Noé Roth                  | Qi Guangpu         |
| 11 marzo 2025    | Livigno                  | Italia        | MO    | Ikuma Horishima           | Mikaël Kingsbury          | Charlie Mickel     |
| 12 marzo 2025    | Livigno                  | Italia        | DM    | Mikaël Kingsbury          | Ikuma Horishima           | Filip Gravenfors   |
| 13 marzo 2025    | Livigno                  | Italia        | AE    | Noé Roth                  | Sun Jiaxu                 | Pirmin Werner      |
| 13 marzo 2025    | Tignes                   | Francia       | BA    | Miro Tabanelli            | Mac Forehand              | Luca Harrington    |
| 14 marzo 2025    | Tignes                   | Francia       | SS    | Alexander Hall            | Andri Ragettli            | Sebastian Schjerve |
| 14 marzo 2025    | Craigleith               | Canada        | SX    | Reece Howden              | Alex Fiva                 | Kevin Drury        |
| 15 marzo 2025    | Craigleith               | Canada        | SX    | Florian Wilmsmann         | Reece Howden              | Kevin Drury        |
| 29 marzo 2025    | Idre Fjäll               | Svezia        | SX    | Reece Howden              | Simone Deromedis          | Erik Mobärg        |
| 30 marzo 2025    | Idre Fjäll               | Svezia        | SX    | Reece Howden              | Youri Duplessis Kergomard | Simone Deromedis   |

Legenda: 

AE = Salti 

AES = Salti sincro 

BA = Big air 

HP = Halfpipe 

MO = Gobbe 

DM = Gobbe in parallelo 

SS = Slopestyle 

SX = Ski cross 

### Classifiche

#### Skicross
| Pos. | Nome                      | Nazione  | Punti |
| ---- | ------------------------- | -------- | ----- |
| 1    | Reece Howden              | Canada   | 1038  |
| 2    | Simone Deromedis          | Italia   | 965   |
| 3    | Florian Wilmsmann         | Germania | 902   |
| 4    | Youri Duplessis Kergomard | Francia  | 715   |
| 5    | Alex Fiva                 | Svizzera | 638   |

#### Salti
| Pos. | Nome               | Nazione     | Punti |
| ---- | ------------------ | ----------- | ----- |
| 1    | Qi Guangpu         | Cina        | 400   |
| 2    | Noé Roth           | Svizzera    | 400   |
| 3    | Wang Xindi         | Cina        | 304   |
| 4    | Sun Jiaxu          | Cina        | 298   |
| 5    | Christopher Lillis | Stati Uniti | 274   |

#### Generale di gobbe
| Pos. | Nome             | Nazione     | Punti |
| ---- | ---------------- | ----------- | ----- |
| 1    | Mikaël Kingsbury | Canada      | 1299  |
| 2    | Ikuma Horishima  | Giappone    | 1038  |
| 3    | Filip Gravenfors | Svezia      | 647   |
| 4    | Matt Graham      | Australia   | 605   |
| 5    | Nick Page        | Stati Uniti | 587   |
| 6    | Benjamin Cavet   | Francia     | 544   |
| 7    | Julien Viel      | Canada      | 523   |
| 8    | Severi Vierelä   | Finlandia   | 439   |
| 9    | Charlie Mickel   | Stati Uniti | 405   |
| 10   | Pavel Kolmakov   | Kazakistan  | 402   |

#### Gobbe
| Pos. | Nome             | Nazione     | Punti |
| ---- | ---------------- | ----------- | ----- |
| 1    | Mikaël Kingsbury | Canada      | 755   |
| 2    | Ikuma Horishima  | Giappone    | 598   |
| 3    | Nick Page        | Stati Uniti | 344   |
| 4    | Benjamin Cavet   | Francia     | 339   |
| 5    | Matt Graham      | Australia   | 305   |

#### Gobbe in parallelo
| Pos. | Nome             | Nazione     | Punti |
| ---- | ---------------- | ----------- | ----- |
| 1    | Mikaël Kingsbury | Canada      | 544   |
| 2    | Ikuma Horishima  | Giappone    | 440   |
| 3    | Filip Gravenfors | Svezia      | 365   |
| 4    | Matt Graham      | Australia   | 300   |
| 5    | Nick Page        | Stati Uniti | 243   |

#### Generale Park & Pipe
| Pos. | Nome            | Nazione       | Punti |
| ---- | --------------- | ------------- | ----- |
| 1    | Matěj Švancer   | Austria       | 472   |
| 2    | Luca Harrington | Nuova Zelanda | 470   |
| 3    | Alex Ferreira   | Stati Uniti   | 420   |
| 4    | Andri Ragettli  | Svizzera      | 355   |
| 5    | Tormod Frostad  | Norvegia      | 330   |
| 6    | Alexander Hall  | Stati Uniti   | 323   |
| 7    | Nick Goepper    | Stati Uniti   | 320   |
| 8    | Mac Forehand    | Stati Uniti   | 319   |
| 9    | Brendan Mackay  | Canada        | 304   |
| 10   | Miro Tabanelli  | Italia        | 274   |

#### Halfpipe
| Pos. | Nome                 | Nazione       | Punti |
| ---- | -------------------- | ------------- | ----- |
| 1    | Alex Ferreira        | Stati Uniti   | 360   |
| 2    | Nick Goepper         | Stati Uniti   | 320   |
| 3    | Brendan Mackay       | Canada        | 275   |
| 4    | Finley Melville Ives | Nuova Zelanda | 226   |
| 5    | Hunter Hess          | Stati Uniti   | 180   |

#### Slopestyle
| Pos. | Nome            | Nazione     | Punti |
| ---- | --------------- | ----------- | ----- |
| 1    | Alexander Hall  | Stati Uniti | 282   |
| 2    | Andri Ragettli  | Svizzera    | 250   |
| 3    | Colby Stevenson | Stati Uniti | 229   |
| 4    | Birk Ruud       | Norvegia    | 216   |
| 5    | Mac Forehand    | Stati Uniti | 204   |

#### Big air
| Pos. | Nome            | Nazione       | Punti |
| ---- | --------------- | ------------- | ----- |
| 1    | Luca Harrington | Nuova Zelanda | 390   |
| 2    | Matěj Švancer   | Austria       | 351   |
| 3    | Miro Tabanelli  | Italia        | 270   |
| 4    | Tormod Frostad  | Norvegia      | 234   |
| 5    | Andri Ragettli  | Svizzera      | 193   |

## Donne

### Risultati
| Data             | Località                 | Nazione       | Spec. | Primo              | Secondo                  | Terzo                    |
| ---------------- | ------------------------ | ------------- | ----- | ------------------ | ------------------------ | ------------------------ |
| 8 settembre 2024 | Cardrona                 | Nuova Zelanda | HP    | Eileen Gu          | Zhang Kexin              | Rachael Karker           |
| 18 ottobre 2024  | Coira                    | Svizzera      | BA    | Mathilde Gremaud   | Flora Tabanelli          | Muriel Mohr              |
| 23 novembre 2024 | Stubai                   | Austria       | SS    | Tess Ledeux        | Mathilde Gremaud         | Sarah Höfflin            |
| 30 novembre 2024 | Ruka                     | Finlandia     | MO    | Perrine Laffont    | Jakara Anthony           | Olivia Giaccio           |
| 1º dicembre 2024 | Pechino                  | Cina          | BA    | Tess Ledeux        | Sarah Höfflin            | Flora Tabanelli          |
| 6 dicembre 2024  | Idre Fjäll               | Svezia        | MO    | Jakara Anthony     | Perrine Laffont          | Maïa Schwinghammer       |
| 7 dicembre 2024  | Idre Fjäll               | Svezia        | DM    | cancellata         | cancellata               | cancellata               |
| 7 dicembre 2024  | Secret Garden            | Cina          | HP    | Eileen Gu          | Li Fanghui               | Svea Irving              |
| 12 dicembre 2024 | Val Thorens              | Francia       | SX    | Marielle Thompson  | Fanny Smith              | Daniela Maier            |
| 13 dicembre 2024 | Val Thorens              | Francia       | SX    | India Sherret      | Daniela Maier            | Marielle Thompson        |
| 13 dicembre 2024 | Alpe d'Huez              | Francia       | MO    | cancellata         | cancellata               | cancellata               |
| 14 dicembre 2024 | Alpe d'Huez              | Francia       | MO    | cancellata         | cancellata               | cancellata               |
| 17 dicembre 2024 | Arosa                    | Svizzera      | SX    | Marielle Thompson  | India Sherret            | Hannah Schmidt           |
| 20 dicembre 2024 | San Candido              | Italia        | SX    | Daniela Maier      | Talina Gantenbein        | Marielle Berger Sabbatel |
| 21 dicembre 2024 | San Candido              | Italia        | SX    | Daniela Maier      | Jole Galli               | Marielle Berger Sabbatel |
| 20 dicembre 2024 | Bakuriani                | Georgia       | MO    | Olivia Giaccio     | Perrine Laffont          | Jaelin Kauf              |
| 21 dicembre 2024 | Bakuriani                | Georgia       | DM    | Jaelin Kauf        | Rino Yanagimoto          | Perrine Laffont          |
| 21 dicembre 2024 | Copper Mountain          | Stati Uniti   | HP    | Eileen Gu          | Zoe Atkin                | Cassie Sharpe            |
| 4 gennaio 2025   | Klagenfurt am Wörthersee | Austria       | BA    | Liu Mengting       | Flora Tabanelli          | Muriel Mohr              |
| 10 gennaio 2025  | Kreischberg              | Austria       | BA    | Flora Tabanelli    | Anni Kärävä              | Lara Wolf                |
| 16 gennaio 2025  | Reiteralm                | Austria       | SX    | Hannah Schmidt     | Fanny Smith              | India Sherret            |
| 17 gennaio 2025  | Reiteralm                | Austria       | SX    | India Sherret      | Fanny Smith              | Hannah Schmidt           |
| 17 gennaio 2025  | Laax                     | Svizzera      | SS    | Eileen Gu          | Megan Oldham             | Mathilde Gremaud         |
| 18 gennaio 2025  | Lake Placid              | Stati Uniti   | AE    | Xu Mengtao         | Danielle Scott           | Marion Thénault          |
| 23 gennaio 2025  | Alleghe                  | Italia        | SX    | cancellata         | cancellata               | cancellata               |
| 24 gennaio 2025  | Alleghe                  | Italia        | SX    | cancellata         | cancellata               | cancellata               |
| 24 gennaio 2025  | Waterville Valley        | Stati Uniti   | MO    | Perrine Laffont    | Jaelin Kauf              | Olivia Giaccio           |
| 25 gennaio 2025  | Waterville Valley        | Stati Uniti   | DM    | Perrine Laffont    | Jaelin Kauf              | Julija Galyševa          |
| 25 gennaio 2025  | Lac-Beauport             | Canada        | AE    | Laura Peel         | Chen Meiting             | Xu Mengtao               |
| 26 gennaio 2025  | Lac-Beauport             | Canada        | AE    | Laura Peel         | Karenna Elliott          | Airleigh Frigo           |
| 31 gennaio 2025  | Val Saint-Côme           | Canada        | MO    | Maïa Schwinghammer | Jaelin Kauf              | Olivia Giaccio           |
| 1º febbraio 2025 | Val Saint-Côme           | Canada        | DM    | Jaelin Kauf        | Anastassiya Gorodko      | Perrine Laffont          |
| 1º febbraio 2025 | Veysonnaz                | Svizzera      | SX    | Marielle Thompson  | Daniela Maier            | India Sherret            |
| 2 febbraio 2025  | Veysonnaz                | Svizzera      | SX    | Marielle Thompson  | Daniela Maier            | Fanny Smith              |
| 1º febbraio 2025 | Aspen                    | Stati Uniti   | SS    | Tess Ledeux        | Megan Oldham             | Rell Harwood             |
| 2 febbraio 2025  | Aspen                    | Stati Uniti   | HP    | Zoe Atkin          | Li Fanghui               | Amy Fraser               |
| 6 febbraio 2025  | Aspen                    | Stati Uniti   | BA    | Megan Oldham       | Flora Tabanelli          | Anni Kärävä              |
| 6 febbraio 2025  | Deer Valley              | Stati Uniti   | MO    | Jaelin Kauf        | Perrine Laffont          | Maïa Schwinghammer       |
| 7 febbraio 2025  | Deer Valley              | Stati Uniti   | AE    | Laura Peel         | Danielle Scott           | Abbey Willcox            |
| 8 febbraio 2025  | Deer Valley              | Stati Uniti   | DM    | Jaelin Kauf        | Perrine Laffont          | Olivia Giaccio           |
| 8 febbraio 2025  | Passo San Pellegrino     | Italia        | SX    | Marielle Thompson  | Marielle Berger Sabbatel | Courtney Hoffos          |
| 9 febbraio 2025  | Passo San Pellegrino     | Italia        | SX    | Jole Galli         | Marielle Berger Sabbatel | Fanny Smith              |
| 15 febbraio 2025 | Calgary                  | Canada        | HP    | Li Fanghui         | Zoe Atkin                | Rachel Karker            |
| 21 febbraio 2025 | Beidahu                  | Cina          | MO    | Jaelin Kauf        | Perrine Laffont          | Olivia Giaccio           |
| 22 febbraio 2025 | Beidahu                  | Cina          | DM    | Jaelin Kauf        | Perrine Laffont          | Tess Johnson             |
| 23 febbraio 2025 | Beidahu                  | Cina          | AE    | Xu Mengtao         | Chen Meiting             | Danielle Scott           |
| 22 febbraio 2025 | Stoneham                 | Canada        | SS    | Flora Tabanelli    | Yang Ruyi                | Rell Harwood             |
| 28 febbraio 2025 | Gudauri                  | Georgia       | SX    | Fanny Smith        | Jole Galli               | India Sherret            |
| 1º marzo 2025    | Gudauri                  | Georgia       | SX    | Jole Galli         | Fanny Smith              | Courtney Hoffos          |
| 28 febbraio 2025 | Almaty                   | Kazakistan    | MO    | Tess Johnson       | Jaelin Kauf              | Rino Yanagimoto          |
| 1º marzo 2025    | Almaty                   | Kazakistan    | DM    | Jaelin Kauf        | Rino Yanagimoto          | Anastassiya Gorodko      |
| 2 marzo 2025     | Almaty                   | Kazakistan    | AE    | Laura Peel         | Xu Mengtao               | Danielle Scott           |
| 11 marzo 2025    | Livigno                  | Italia        | MO    | Jaelin Kauf        | Perrine Laffont          | Tess Johnson             |
| 12 marzo 2025    | Livigno                  | Italia        | DM    | Charlotte Wilson   | Jaelin Kauf              | Perrine Laffont          |
| 13 marzo 2025    | Livigno                  | Italia        | AE    | Laura Peel         | Xu Mengtao               | Chen Meiting             |
| 13 marzo 2025    | Tignes                   | Francia       | BA    | Flora Tabanelli    | Tess Ledeux              | Anni Kärävä              |
| 14 marzo 2025    | Tignes                   | Francia       | SS    | Kirsty Muir        | Abi Harrigan             | Ruby Andrews             |
| 14 marzo 2025    | Craigleith               | Canada        | SX    | Fanny Smith        | Marielle Berger Sabbatel | Jole Galli               |
| 15 marzo 2025    | Craigleith               | Canada        | SX    | Fanny Smith        | Courtney Hoffos          | Abby McEwen              |
| 29 marzo 2025    | Idre Fjäll               | Svezia        | SX    | Daniela Maier      | Courtney Hoffos          | Fanny Smith              |
| 30 marzo 2025    | Idre Fjäll               | Svezia        | SX    | Fanny Smith        | Courtney Hoffos          | Talina Gantenbein        |

Legenda: 

AE = Salti 

AES = Salti sincro 

BA = Big air 

HP = Halfpipe 

MO = Gobbe 

DM = Gobbe in parallelo 

SS = Slopestyle 

SX = Ski cross 

### Classifiche

#### Skicross
| Pos. | Nome                     | Nazione  | Punti |
| ---- | ------------------------ | -------- | ----- |
| 1    | Fanny Smith              | Svizzera | 1076  |
| 2    | Daniela Maier            | Germania | 915   |
| 3    | India Sherret            | Canada   | 869   |
| 4    | Jole Galli               | Italia   | 847   |
| 5    | Marielle Berger Sabbatel | Francia  | 844   |

#### Salti
| Pos. | Nome           | Nazione   | Punti |
| ---- | -------------- | --------- | ----- |
| 1    | Laura Peel     | Australia | 542   |
| 2    | Xu Mengtao     | Cina      | 444   |
| 3    | Danielle Scott | Australia | 368   |
| 4    | Chen Meiting   | Cina      | 267   |
| 5    | Abbey Willcox  | Australia | 259   |

#### Generale di gobbe
| Pos. | Nome                | Nazione     | Punti |
| ---- | ------------------- | ----------- | ----- |
| 1    | Jaelin Kauf         | Stati Uniti | 1336  |
| 2    | Perrine Laffont     | Francia     | 1090  |
| 3    | Tess Johnson        | Stati Uniti | 683   |
| 4    | Maïa Schwinghammer  | Canada      | 681   |
| 5    | Rino Yanagimoto     | Giappone    | 608   |
| 6    | Olivia Giaccio      | Stati Uniti | 573   |
| 7    | Hinako Tomitaka     | Giappone    | 533   |
| 8    | Anastassiya Gorodko | Kazakistan  | 510   |
| 9    | Julija Galyševa     | Kazakistan  | 507   |
| 10   | Kasey Hogg          | Stati Uniti | 451   |

#### Gobbe
| Pos. | Nome               | Nazione     | Punti |
| ---- | ------------------ | ----------- | ----- |
| 1    | Jaelin Kauf        | Stati Uniti | 676   |
| 2    | Perrine Laffont    | Francia     | 650   |
| 3    | Maïa Schwinghammer | Canada      | 456   |
| 4    | Tess Johnson       | Stati Uniti | 430   |
| 5    | Olivia Giaccio     | Stati Uniti | 401   |

#### Gobbe in parallelo
| Pos. | Nome                | Nazione     | Punti |
| ---- | ------------------- | ----------- | ----- |
| 1    | Jaelin Kauf         | Stati Uniti | 660   |
| 2    | Perrine Laffont     | Francia     | 440   |
| 3    | Rino Yanagimoto     | Giappone    | 385   |
| 4    | Anastassiya Gorodko | Kazakistan  | 299   |
| 5    | Tess Johnson        | Stati Uniti | 253   |

#### Generale Park & Pipe
| Pos. | Nome             | Nazione     | Punti |
| ---- | ---------------- | ----------- | ----- |
| 1    | Flora Tabanelli  | Italia      | 540   |
| 2    | Tess Ledeux      | Francia     | 470   |
| 3    | Eileen Gu        | Cina        | 400   |
| 4    | Mathilde Gremaud | Svizzera    | 342   |
| 5    | Zoe Atkin        | Regno Unito | 341   |
| 6    | Anni Kärävä      | Finlandia   | 340   |
| 7    | Li Fanghui       | Cina        | 313   |
| 8    | Megan Oldham     | Canada      | 313   |
| 9    | Muriel Mohr      | Germania    | 295   |
| 10   | Liu Mengting     | Cina        | 280   |

#### Halfpipe
| Pos. | Nome          | Nazione     | Punti |
| ---- | ------------- | ----------- | ----- |
| 1    | Zoe Atkin     | Regno Unito | 305   |
| 1    | Li Fanghui    | Cina        | 305   |
| 3    | Eileen Gu     | Cina        | 300   |
| 4    | Svea Irving   | Stati Uniti | 210   |
| 5    | Cassie Sharpe | Canada      | 205   |

#### Slopestyle
| Pos. | Nome            | Nazione     | Punti |
| ---- | --------------- | ----------- | ----- |
| 1    | Tess Ledeux     | Francia     | 218   |
| 2    | Megan Oldham    | Canada      | 213   |
| 3    | Flora Tabanelli | Italia      | 192   |
| 4    | Rell Harwood    | Stati Uniti | 175   |
| 5    | Kirsty Muir     | Regno Unito | 172   |

#### Big air
| Pos. | Nome            | Nazione   | Punti |
| ---- | --------------- | --------- | ----- |
| 1    | Flora Tabanelli | Italia    | 440   |
| 2    | Tess Ledeux     | Francia   | 270   |
| 3    | Anni Kärävä     | Finlandia | 267   |
| 4    | Liu Mengting    | Cina      | 256   |
| 5    | Muriel Mohr     | Germania  | 241   |

## Misto

### Risultati
| Data             | Località    | Nazione     | Spec. | Primo                                  | Secondo                                                          | Terzo                                              |
| ---------------- | ----------- | ----------- | ----- | -------------------------------------- | ---------------------------------------------------------------- | -------------------------------------------------- |
| 20 gennaio 2025  | Lake Placid | Stati Uniti | AE    | Cina 1 Xu Mengtao Li Xinpeng Sun Jiaxu | Canada 2 Alexandra Montminy Miha Fontaine Alexandre Duchaine     | Australia Laura Peel Reilly Flanagan Abbey Willcox |
| 24 febbraio 2025 | Beidahu     | Cina        | AE    | Cina 1 Xu Mengtao Li Tianma Qi Guangpu | Stati Uniti 1 Karenna Elliott Quinn Dehlinger Christopher Lillis | Cina 2 Chen Meiting Li Xinpeng Wang Xindi          |

Legenda: 

AE = salti

### Classifiche

#### Salti a squadre
| Pos. | Nazione       | Punti |
| ---- | ------------- | ----- |
| 1    | Cina 1        | 200   |
| 2    | Stati Uniti 1 | 116   |
| 3    | Canada 1      | 100   |
| 4    | Australia     | 596   |
| 5    | Ucraina 1     | 90    |

## Coppa delle Nazioni
| Pos. | Nazione     | Punti |
| ---- | ----------- | ----- |
| 1    | Canada      | 9729  |
| 2    | Stati Uniti | 7833  |
| 3    | Francia     | 5820  |
| 4    | Svizzera    | 5385  |
| 5    | Giappone    | 4021  |